# Южная футбольная лига
Южная футбольная лига (англ. Southern Football League) — одна из трёх региональных футбольных лиг Англии, расположенных ниже Национальной лиги (бывшая Футбольная конференция) в системе футбольных лиг. Объединяет в себе полупрофессиональные и любительские клубы юго-западной части Англии. Лига состоит из четырёх дивизионов, занимающих седьмой (Премьер-дивизион Центр и Премьер-дивизион Юг) и восьмой (Дивизион 1 Центр и Дивизион 1 Юг) уровни.

## История
Футбольная лига Англии была основана в 1888 году и представляла собой соревнование среди клубов из центральных и северных регионов страны. Попытки формирования Южной лиги начались в начале 1890-х годов и увенчались успехом в 1894 году созданием лиги из двух дивизионов. В соревнованиях приняли участие как профессиональные так и любительские клубы. Южная футбольная лига быстро обрела статус главного соревнования вне Футбольной лиги. К началу XX века представители Южной aутбольной лиги начали добиваться серьезных успехов в Кубке Англии, однако Южная лига продолжала рассматриваться в качестве третьей по силе в стране.
По завершении сезона 1919/20 представители высшего дивизиона Южной лиги были приняты в состав расширившейся Футбольной лиги. Таким образом, за Южной лигой окончательно закрепился статус соревнования полупрофессиональных клубов. В течение последующих 60 лет Футбольная лига и Южная лига обменялись лишь несколькими клубами в рамках действовавшей процедуры ежегодных перевыборов худших клубов Третьего (а после объединения Третьих региональных дивизионов — Четвёртого) дивизиона Футбольной лиги, в которой участвовали представители Южной лиги.
Пытаясь найти более регулярный способ попадания в Футбольную лигу, представители Южной лиги, наряду с Истмийской лигой и Северной Премьер-лигой в 1979 году организовали общенациональное соревнование — Конференцию (в настоящее время — Национальная лига). В конце концов, усилия увенчались успехом и процедура перевыборов была упразднена, а между Футбольной лигой и Конференцией заработала ежегодная система обмена клубами. В 2004 году, в результате формирования низших дивизионов Футбольной конференции лучшие клубы Южной лиги перешли в Южную конференцию, а лига еще раз понизилась в системе футбольных лиг Англии — до 7 и 8 уровня.

## Спонсоры
Первым спонсором Южной Лиги выступил Beazer Homes, он был спонсором с 1986 по 1996 год. После него спонсорами выступали следующие компании:
- Dr. Martens — 1996—2004
- Бритиш Газ — 2006—2009
- Zamaretto — 2009—2011
- Evo-Stik — 2011—2013, и с 2014 года
- Calor Gas — 2013—2014

## Современная структура лиги
Начиная с 2007 года в Южной футбольной лиге существовало три дивизиона: Премьер-дивизион, Первый дивизион (Юг и Запад) и Первый дивизион (Центр).
Начиная с сезона 2013/14 количество команд было равно 68: 24 в Премьер-дивизионе и по 22 в Первых дивизионах. Победитель соревнований в Премьер-дивизионе на следующий сезон переходит в лигу уровнем выше, либо в Северную либо в Южную конференцию Футбольной конференции Англии. Между клубами, занявшими в соревнованиях места с второго по пятое включительно, проводился турнир плей-офф, победитель которого также повышался в классе. Четыре команды Премьер-дивизиона, занимавшие последние места переходили в Первые (Юго-Западный и Центральный) дивизионы лиги. Победители Первых дивизионов (Юго-Западного и Центрального) по итогам сезона переходили в Премьер-дивизион лиги. Вместе с ними в статусе повышались по одному клубу из обоих Первых дивизионов — победители турниров плей-офф дивизионов (места с 2 по 5). Команды Первых дивизионов, занимавшие в своих состязаниях последнее и предпоследнее места, выбывали в одну из территориальных лиг девятого уровня футбольной пирамиды.
С сезона 2018/19 Премьер-дивизион и Первый дивизион были реорганизованы: Премьер-дивизион разделился на Премьер-центральный и премьер-южный дивизионы, а первый дивизион стал состоять из первого центрального и первого южного дивизиона. Общее количество команд в лиге достигло 84: по 22 в премьер-дивизионах и по 20 в первых дивизионах. Из премьер-дивизионов в первые дивизионы теперь выбывают по 3 команды (в остальном схема обмена осталась прежней).

## Победители лиги
В этом разделе перечислены победители Южной лиги
| Сезон   | Первый дивизион        | Второй дивизион                  |
| ------- | ---------------------- | -------------------------------- |
| 1894/95 | Миллуолл               | Нью Бромптон                     |
| 1895/96 | Миллуолл (2)           | Вулвертон                        |
| 1896-97 | Саутгемптон Сент-Мэрис | Дартфорд                         |
| 1897/98 | Саутгемптон (2)        | Королевская артиллерия Портсмута |

В сезоне 1898/99 Второй дивизион был разделен на зону Лондона и зону Юго-запада, с матчем плей-офф между победителями зон.
| Сезон   | Первый дивизион | Второй дивизион (Лондон) | Второй дивизион (ЮЗ) | Второй дивизион плей-офф |
| ------- | --------------- | ------------------------ | -------------------- | ------------------------ |
| 1898/99 | Саутгемптон (3) | Теймс Айронуоркс         | Коуз                 | «Теймс» победил 3:1      |

В сезоне 1899/1900 лига вернулась к прежнему формату.
| Сезон     | Первый дивизион      | Второй дивизион    |
| --------- | -------------------- | ------------------ |
| 1899/1900 | Тоттенхэм Хотспур    | Уотфорд            |
| 1900/01   | Саутгемптон (4)      | Брентфорд          |
| 1901/02   | Портсмут             | Фулхэм             |
| 1902/03   | Саутгемптон (5)      | Фулхэм (2)         |
| 1903/04   | Саутгемптон (6)      | Уотфорд (2)        |
| 1904/05   | Бристоль Роверс      | Фулхэм дубль       |
| 1905/06   | Фулхэм               | Кристал Пэлас      |
| 1906/07   | Фулхэм (2)           | Саутенд Юнайтед    |
| 1907/08   | Куинз Парк Рейнджерс | Саутенд Юнайтед(2) |
| 1908/09   | Нортгемптон Таун     | Кройдон Коммон     |

В сезоне 1909/10 Второй дивизион был разделен на секции «А» и «Б», победители секций выявляли чемпиона дивизиона в плей-офф.
| Сезон   | Первый дивизион          | Второй дивизион (A) | Второй дивизион (Б)        | Второй дивизион плей-офф |
| ------- | ------------------------ | ------------------- | -------------------------- | ------------------------ |
| 1909/10 | Брайтон энд Хоув Альбион | Сток                | Гастингс энд Сент Леонардс | «Сток» выиграл 6:0       |

В сезоне 1910/11 лига снова вернулась к прежнему формату.
| Сезон   | Первый дивизион          | Второй дивизион |
| ------- | ------------------------ | --------------- |
| 1910/11 | Суиндон Таун             | Рединг          |
| 1911/12 | Куинз Парк Рейнджерс (2) | Мертир Таун     |
| 1912/13 | Плимут Аргайл            | Кардифф Сити    |
| 1913/14 | Суиндон Таун (2)         | Кройдон Коммон  |
| 1914/15 | Уотфорд                  | Сток (2)        |
| 1919/20 | Портсмут (2)             | Мид-Рондда      |

В конце сезона 1919/20 большинство команд первого дивизиона были включены в новый Третий дивизион Футбольной лиги. Южная лига была разделена на две части: английскую и валлийскую. Победитель каждой части отстаивал звание чемпиона Южной лиги в плей-офф. 
| Сезон   | Английский дивизион             | Валлийский дивизион | Плей-офф                |
| ------- | ------------------------------- | ------------------- | ----------------------- |
| 1920/21 | Брайтон энд Хоув Альбион резерв | Барри               | «Брайтон» выиграл 2:1   |
| 1921/22 | Плимут Аргайл резерв            | Эббу Вейл           | «Плимут» выиграл 3:0    |
| 1922/23 | Бристоль Сити резерв            | Эббу Вейл(2)        | «Эббу Вейл» выиграл 2:1 |

В сезоне 1923/24 лига была вновь разделена на два региональных дивизиона с выявлением победителя Южной лиги в плей-офф.
| Сезон   | Дивизион восток                     | Дивизион запад                | Плей-офф                  |
| ------- | ----------------------------------- | ----------------------------- | ------------------------- |
| 1923/24 | Питерборо энд Флеттон Юнайтед       | Йовил энд Петтерс Юнайтед     | «Йовил» выиграл 3:1       |
| 1924/25 | Саутгемптон резерв                  | Суонси Сити резерв            | «Саутгемптон» выиграл 2:1 |
| 1925/26 | Миллуолл резерв                     | Плимут Аргайл резерв (2)      | «Плимут» выиграл 1:0      |
| 1926/27 | Брайтон энд Хоув Альбион резерв (2) | Торки Юнайтед                 | «Брайтон» выиграл 4:0     |
| 1927/28 | Кеттеринг Таун                      | Бристоль Сити резерв (2)      | «Кеттеринг» выиграл 5:0   |
| 1928/29 | Кеттеринг Таун (2)                  | Плимут Аргайл резерв (3)      | «Плимут» выиграл 4:2      |
| 1929/30 | Олдершот Таун                       | Бат Сити                      | «Олдершот» выиграл 3:2    |
| 1930/31 | Дартфорд                            | Эксетер Сити резерв           | «Дартфорд» выиграл 7:2    |
| 1931/32 | Дартфорд (2)                        | Йовил энд Петтерс Юнайтед (2) | «Дартфорд» выиграл 2:1    |
| 1932/33 | Норвич Сити резерв                  | Бат Сити (2)                  | «Норвич» выиграл 2:1      |

В сезоне 1933/34 был введён дополнительный Центральный дивизион, в него входили команды из двух других дивизионов для дополнительных матчей. Центральный дивизион не учитывался при определении чемпиона.
| Сезон   | Восточный дивизион     | Западный дивизион             | Центральный дивизион | Плей-офф чемпионата   |
| ------- | ---------------------- | ----------------------------- | -------------------- | --------------------- |
| 1933/34 | Норвич Сити резерв (2) | Плимут Аргайл резерв (4)      | Плимут Аргайл резерв | «Плимут» выиграл 3:0  |
| 1934/35 | Норвич Сити резерв (3) | Йовил энд Петтерс Юнайтед (3) | Фолкстоун            | «Норвич» выиграл 7:2  |
| 1935/36 | Маргейт                | Плимут Аргайл резерв (5)      | Маргейт              | «Маргейт» выиграл 3-1 |

В сезоне 1936/37 Восточный и Западный дивизионы были объединены в единый дивизион. Была введена секция Мидуика, которая не учитывалась при определении чемпиона.
| Сезон   | Южная лига        | Секция Мидуик            |
| ------- | ----------------- | ------------------------ |
| 1936/37 | Ипсвич Таун       | Маргейт (2)              |
| 1937/38 | Гилфорд Сити      | Миллуолл резерв          |
| 1938/39 | Колчестер Юнайтед | Танбридж Уэллс Рейнджерс |

В сезоне 1945/46 Секция Мидуик не проводилась в связи с ограничениями после Второй мировой войны.
| Сезон   | Южная лига             |
| ------- | ---------------------- |
| 1945/46 | Челмсфорд Сити         |
| 1946/47 | Джиллингем             |
| 1947/48 | Мертир-Тидвил          |
| 1948/49 | Джиллингем (2)         |
| 1949/50 | Мертир-Тидвил (2)      |
| 1950-51 | Мертир-Тидвил (3)      |
| 1951/52 | Мертир-Тидвил (4)      |
| 1952/53 | Хедингтон Юнайтед      |
| 1953/54 | Мертир-Тидвил (5)      |
| 1954/55 | Йовил Таун (4)         |
| 1955/56 | Гилдфорд Сити (2)      |
| 1956/57 | Кеттеринг Таун (3)     |
| 1957/58 | Грейвзенд энд Нортфлит |

В сезоне 1958/59 Южная лига была вновь разделена на два дивизиона: Северо-западный и Юго-восточный. Победитель каждого из дивизионов выходил в плей-офф для определения чемпиона лиги.
| Сезон   | Северо-западный дивизион | Юго-восточный дивизион | Плей-офф              |
| ------- | ------------------------ | ---------------------- | --------------------- |
| 1958/59 | Херефорд Юнайтед         | Бедфорд Таун           | «Бедфорд» выиграл 3:0 |

Со следующего сезона оба дивизиона были объединены для создания Премьер-дивизиона и Первого дивизиона.
| Сезон   | Премьер-дивизион     | Первый дивизион  |
| ------- | -------------------- | ---------------- |
| 1959/60 | Бат Сити (1)         | Клактон Таун     |
| 1960/61 | Оксфорд Юнайтед      | Кеттеринг Таун   |
| 1961/62 | Оксфорд Юнайтед (2)  | Уизбич Таун      |
| 1962/63 | Кембридж Сити        | Маргейт          |
| 1963/64 | Йовил Таун (5)       | Фолкстоун Таун   |
| 1964/65 | Уэймут               | Херефорд Юнайтед |
| 1965/66 | Уэймут (2)           | Барнет           |
| 1966/67 | Ромфорд              | Дувр             |
| 1967/68 | Челмсфорд Сити (2)   | Вустер Сити      |
| 1968/69 | Кембридж Юнайтед     | Брентвуд Таун    |
| 1969/70 | Кембридж Юнайтед (2) | Бедфорд Таун     |
| 1970/71 | Йовил Таун (6)       | Гилфорд Сити     |

В сезоне 1971/72 Первый дивизион был реорганизован.
| Сезон   | Премьер-дивизион   | Первый дивизион Север | Первый дивизион Юг     |
| ------- | ------------------ | --------------------- | ---------------------- |
| 1971/72 | Челмсфорд Сити (3) | Кеттеринг Таун        | Уотерлувилл            |
| 1972/73 | Кеттеринг Таун (4) | Грантем               | Мейдстон Юнайтед       |
| 1973/74 | Дартфорд (3)       | Стаурбридж            | Уэлдстон               |
| 1974/75 | Уимблдон           | Бедфорд Таун          | Грейвзенд энд Нортфлит |
| 1975/76 | Уимблдон (2)       | Реддич Юнайтед        | Майнхед                |
| 1976/77 | Уимблдон (3)       | Вустер Сити           | Барнет                 |
| 1977/78 | Бат Сити (4)       | Уитни Таун            | Маргейт                |
| 1978/79 | Вустер Сити        | Грантем               | Дувр                   |

В сезоне 1979/80 тринадцать клубов Премьер-дивизиона присоединились к свежесозданной Альянс-Премьер-лиге. Премьер-дивизион и Первый дивизион были объединены, чтобы сформировать два региональных дивизиона.
| Сезон   | Дивизион Центр | Дивизион Юг    |
| ------- | -------------- | -------------- |
| 1979/80 | Бридженд Таун  | Дорчестер Таун |
| 1980/81 | Алвечерч       | Дартфорд       |
| 1981/82 | Нанитон Боро   | Уэлдстон       |

В сезоне 1982/83 был вновь введен Премьер-дивизион над региональными дивизионами.
| Сезон   | Премьер-дивизион    | Дивизион центр      | Дивизион юг            |
| ------- | ------------------- | ------------------- | ---------------------- |
| 1982/83 | Лемингтон           | Челтнем Таун        | Фишер Атлетик          |
| 1983/84 | Дартфорд (5)        | Уилленхолл Таун     | Роуд-Си Саутгемптон    |
| 1984/85 | Челтнем Таун        | Дадли Таун          | Бейзингсток Таун       |
| 1985/86 | Уэллинг Юнайтед     | Бромсгроув Роверс   | Кембридж Сити          |
| 1986/87 | Фишер Атлетик       | ВС Рагби            | Дорчестер Таун         |
| 1987/88 | Эйлсбери Юнайтед    | Мертир-Тидвил       | Дувр                   |
| 1988/89 | Мертир-Тидвил (6)   | Глостер Сити        | Челмсфорд Сити         |
| 1989/90 | Дувр                | Хейлзовин Таун      | Башли                  |
| 1990/91 | Фарнборо Таун       | Стаурбридж          | Бакинггем Таун         |
| 1991/92 | Бромсгроув Роверс   | Солихалл Боро       | Гастингс Таун          |
| 1992/93 | Дувр (2)            | Нанитон Боро        | Ситтингборн            |
| 1993/94 | Фарнборо Таун (2)   | Рашден энд Даймондс | Грейвзенд энд Нортфлит |
| 1994/95 | Хенсфорд Таун       | Ньюпорт Каунти      | Солсбери Сити          |
| 1995/96 | Рашден энд Даймондс | Нанитон Боро        | Ситтингборн            |
| 1996/97 | Грейсли Роверс      | Тамуэрт             | Форест Грин Роверс     |
| 1997/98 | Форест Грин Роверс  | Гренвем Таун        | Уэймут                 |
| 1998/99 | Нанитон Боро (2)    | Клеведон Таун       | Хавант энд Уотерлувилл |

В сезоне 1999/2000 региональные дивизионы были переименованы в Западный и Восточный.
| Сезон     | Премьер-дивизион   | Западный дивизион    | Восточный дивизион |
| --------- | ------------------ | -------------------- | ------------------ |
| 1999/2000 | Бостон Юнайтед     | Стаффорд Рейнджерс   | Фишер Атлетик      |
| 2000/01   | Маргейт (3)        | Хинкли Юнайтед       | Ньюпорт ОУ         |
| 2001/02   | Кеттеринг Таун (5) | Хейлзовин Таун       | Гастингс Таун      |
| 2002/03   | Тамуэрт            | Мертир-Тидвил        | Дорчестер Таун     |
| 2003/04   | Кроли Таун         | Реддич Юнайтед       | Кингс-Линн         |
| 2004/05   | Хистон             | Манготсфилд Юннайтед | Фишер Атлетик      |
| 2005/06   | Солсбери Сити      | Клеведон Таун        | Борем Вуд          |

В сезоне 2006/07 два региональных дивизиона были переименованы в Дивизион 1 (Мидлендс) и Дивизион 1 (Юг и Запад).
| Сезон   | Премьер-дивизион | Дивизион 1 (Мидлендс) | Дивизион 1 (Юг и Запад) |
| ------- | ---------------- | --------------------- | ----------------------- |
| 2006/07 | Бат Сити (5)     | Брэкли Таун           | Башли                   |
| 2007/08 | Кингс-Линн       | Ивишем Юнайтед        | Фарнборо                |
| 2008/09 | Корби Таун       | Лемингтон             | Труро Сити              |

В сезоне 2009/10 Дивизион 1 (Мидлендс) был переименован в Дивизион 1 (Центр).
| Сезон   | Премьер-дивизион    | Дивизион 1 (Центр) | Дивизион 1 (Юг и Запад) |
| ------- | ------------------- | ------------------ | ----------------------- |
| 2009/10 | Фарнборо(3)         | Бери Таун          | Уиндзор энд Итон        |
| 2010/11 | Труро Сити          | Арлси Таун         | Тоттон                  |
| 2011/12 | Брэкли Таун         | Сент Неотс Таун    | Бидфорд                 |
| 2012/13 | Лемингтон(2)        | Бернэм             | Пул Таун                |
| 2013/14 | Хемел Хемпстэд Таун | Данстэбл Таун      | Сайренсэстер Таун       |
| 2014/15 | Корби Таун (2)      | Кеттеринг Таун     | Мертир Таун             |
| 2015/16 | Пул Таун            | Кингз Лэнгли       | Синдерфорд Таун         |
| 2016/17 | Чиппенем Таун       | Ройстон Таун       | Херефорд                |

В сезоне 2017/18 Дивизион 1 (Центр) и Дивизион 1 (Юг и Запад) были переименованы в Дивизион 1 (Восток) и Дивизион 1 (Запад) соответственно.
| Сезон   | Премьер-дивизион | Дивизион 1 (Восток) | Дивизион 1 (Запад) |
| ------- | ---------------- | ------------------- | ------------------ |
| 2017/18 | Херефорд         | Беконсфилд Таун     | Тонтон Таун        |

Начиная с сезона 2018/19 Премьер-дивизион был разделён на южную и центральную секции. Восточный и западный дивизионы были преобразованы в центральный и южный.
| Сезон    | Премьер-дивизион Центр | Премьер-дивизион Юг | Дивизион 1 Центр | Дивизион 1 Юг       |
| -------- | ---------------------- | ------------------- | ---------------- | ------------------- |
| 2018/19  | Кеттеринг таун         | Уэймут              | Питерборо Спортс | Блэкфилд энд Лэнгли |
| 2019/201 | Тамуэрт                | Труро Сити          | Беркемстед       | Тэчем Таун          |
| 2020/212 | Коалвилл Таун          | Пул Таун            | Корби Таун       | Сайренсестер Таун   |
| 2021/22  | Банбери Юнайтед        | Тонтон Таун         | Бедфорд Таун     | Плимут Паркуэй      |

1 Сезон 2019/20 был отменён 26 марта 2020 года из-за пандемии COVID-19. Команды, указанные в таблице, находились на первом месте на момент отмены турнира, официально они не считаются чемпионами.
2 Сезон 2020/21 был отменён 24 февраля 2021 года из-за пандемии COVID-19. Команды, указанные в таблице, находились на первом месте на момент отмены турнира, официально они не считаются чемпионами.